# Xã Berwyn, Quận Custer, Nebraska
Xã Berwyn (tiếng Anh: Berwyn Township) là một xã thuộc quận Custer, tiểu bang Nebraska, Hoa Kỳ. Năm 2010, dân số của xã này là 232 người.